# Nintendo Entertainment System
Nintendo Entertainment System (svenska: Nintendo videospel), NES, (i Japan Famicom), spelkonsol tillverkad av det japanska företaget Nintendo.

## Historia
NES, till vardags enbart kallad Nintendo, lanserades i Japan den 15 juli 1983, i USA 1985 och i Sverige den 1 september 1986. NES blev direkt en storsäljare på den snabbt växande TV-spelsmarknaden. Konsolen baserades på kassett-teknik och 8-bitarsteknik och fick därför även namnet Nintendo 8-bit.
Till NES utkom en lång rad klassiska TV-spelstitlar där Super Mario Bros. förmodligen är den största av dem. Efter att SNES lanserats i Japan 1990, i USA 1991 och i de flesta av Europas länder 1992 tappade NES position och slutade några år senare att tillverkas. Famicom slutade tillverkas 2003 i Japan. Maskinens stora spridning har under senare tid orsakat en alltstörre kult- och retrostatus.
Fastän Super Nintendo lanserades i början av 1990-talet levde NES i många år till. Det sista licensierade spelet som släpptes till NES i USA och Famicom i Japan var Wario's Woods, som släpptes 1994, men i Sverige och andra delar av Europa släpptes både Aladdin och The Lion King så sent som 1995. Spelet Sunday Funday: The Ride, ett spel som är identiskt Menace Beach fast med ett kristet tema istället, släpptes även det 1995 i USA, men detta spel var inte licensierat av Nintendo. Det absolut sista spelet som släpptes till NES ska ha varit Cheetahmen II, ett spel som enbart släpptes i 1500 exemplar. Spelet utvecklades redan 1992, men det blev aldrig klart. År 1997 hittades 1500 kopior i en lagerlokal och de började då säljas på andrahandsmarknaden.
Flera homebrew-spel har dock släppts de senaste åren, bland annat Battle Kid: Fortress of Peril. 2011 kom även Little Nemo: The Dream Master ut i en ny svensk version kallad Lille Nemo: Drömmästaren. Spelet släpptes endast i 33 exemplar. Premiären var under Retrospelsmässan 2011 i Göteborg.

## Handkontroll

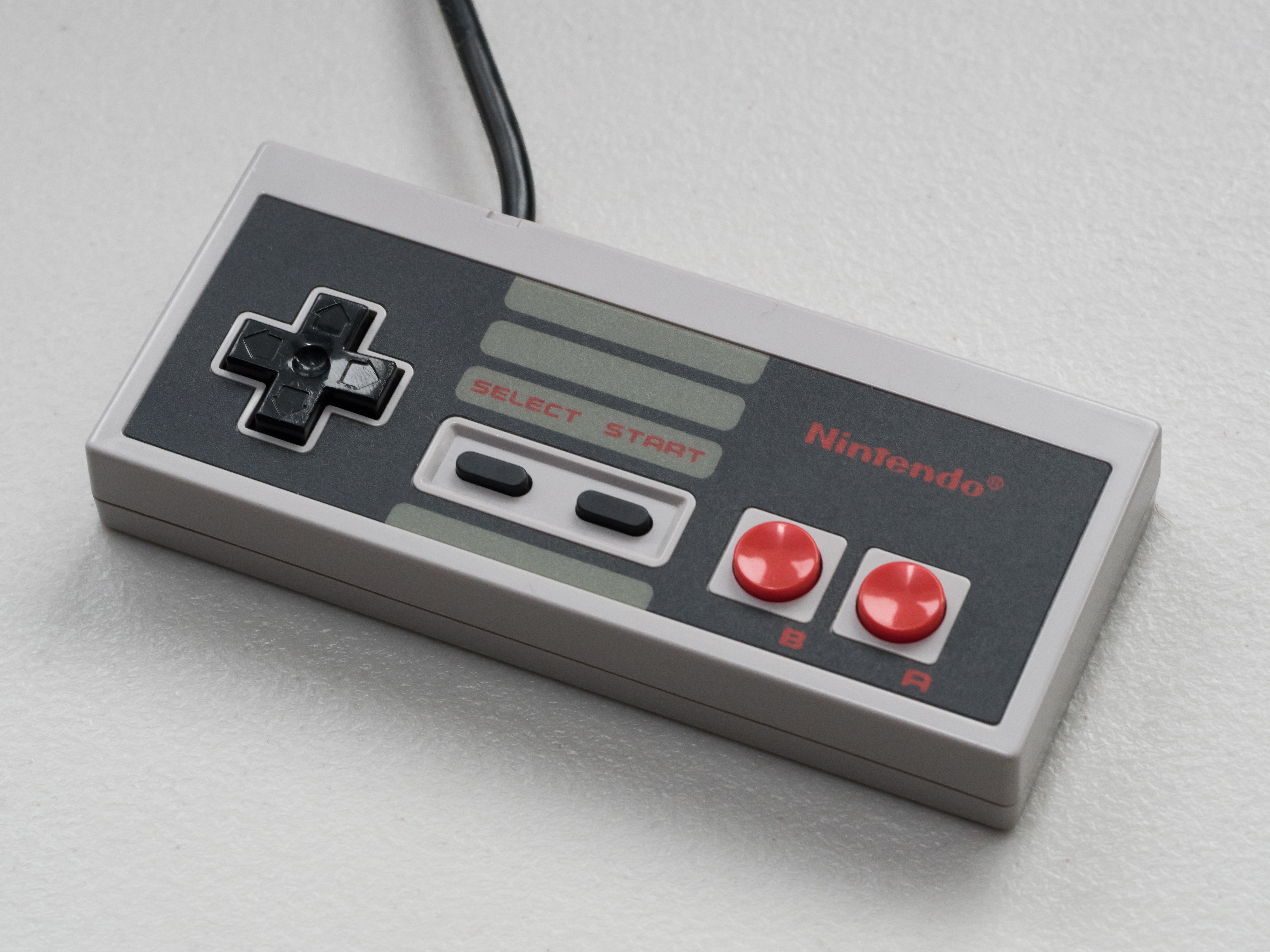
Handkontroll för NES.

Handkontrollerna för både NES och Famicom är rektangulära och har fyra riktningsknappar: Två runda knappar till höger från spelaren sett, där den vänstra är "B" och den högra "A". 
Vänster om "B" finns "Start", och vänster om den finns "Select". Längst till vänster sitter pilarna. Den klassiska standarden för maskinens spelkontroller i sidscrollande plattformsactionspel är: hoppa med "A", anfalla med "B" och förflytta sig med riktningsknapparna. Med "Start"-knappen brukar man pausa spelet, medan "Select"-knappen används till exempel för att göra olika val. 
Det finns också andra kontroller som gick att köpa till, exempelvis ljuspistolen NES Zapper till vissa skjutspel, exempelvis Duck Hunt.

## Tekniska specifikationer
- Processor: 8-bit RP2A07, 1,66 MHz
- Arbetsminne: 16 Kbit / 2 Kbyte
- Grafikminne: 16 Kbit / 2 Kbyte
- Maximalt antal färger: 53 varav 25 kan visas samtidigt på en scanline.
- Max skärmupplösning: 256×240 pixlar
- Ljudkanaler: 5 (2 fyrkantsvåg, 1 triangelvåg, 1 vitt brus, 1 PCM)
- Videosignal: Kompositvideo och RF

## Famicom
Nintendo Family Computer (ファミリーコンピュータ), även känd som Famicom (ファミコン), är den konsol som senare kom att bli NES i västvärlden. Famicom skiljer sig betydligt både internt och externt från NES även om hårdvaran i grunden är identisk med NTSC-versionen.

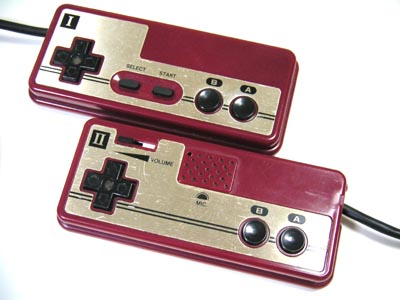
Famicoms kontroller med beskrivna detaljer synliga.
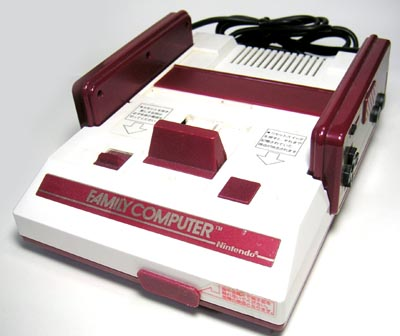
Nintendo Family Computer.
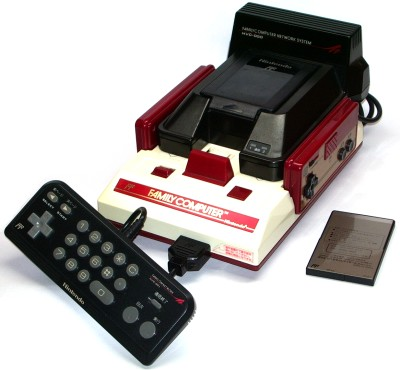
Famicom Network System.

## Spel till NES
När Famicom började säljas i Japan i juli 1983 fanns tre spel utvecklade för konsolen, och under närmaste halvåret gavs ytterligare sex ut. De första spelen var huvudsakligen baserade på arkadspel som Donkey Kong och Popeye, samt edutainment som Popeye no Eigo Asobi och Donkey Kong Jr. Math. Alla spel producerades av Nintendo själva. Försäljningen gick segt. Den tog fart först mot slutet av 1984 då tredjepartsutvecklare började att ge ut spel; de första tredjepartsutvecklarna var Hudson Soft och Namco.
När NES började säljas i USA i oktober 1985 fanns 18 spel tillgängliga. Totalt gavs det ut 709 licenserade spel till NES, och 1055 till Famicom.
Flera kända spelserier fick sin start på Famicom/NES, bland andra Super Mario Bros., The Legend of Zelda, Mega Man, Metroid och Castlevania.

## Originaltillbehör
- NES MAX Controller - handkontroll med turboknappar och ett annorlunda utformat styrkors.
- NES Zapper - ljuspistol.
- Power Glove
- Power Pad
- R.O.B.
- NES Advantage
- Nes Zinger
- Nes Four Score
- Nes Zoom

## Kloner
Nintendos TV-spel har kopierats av ett flertal tillverkare. I Ryssland har ordet dendy blivit synonymt med TV-spel, Dendy är ursprungligen namnet på en rysk NES-klon. Det finns även en nytillverkad klon med namnet Generation NEX.

## Konverteringsproblem
Den TV-standard som användes i Europa (PAL) fram till HD-eran har en uppdateringsfrekvens på 50 Hz medan standarden som användes i Japan och USA (NTSC) har en frekvens på 60 Hz.
Många företag "fuskade" när ett spel skulle konverteras från NTSC till PAL och struntade helt sonika i att korrigera spelets hastighet, vilket medför att många NES-spel, likväl som spel till andra konsoler går 16,7 % långsammare än de var avsedda. Detta gäller både musik och gameplay.
Exempel på spel som inte portades korrekt är bland annat Castlevania. Exempel på spel som portades korrekt är bland annat Chip 'n Dale Rescue Rangers.
Det finns ett flertal videor på YouTube där denna effekt demonstreras, till exempel Double Dragon.